# The Orient Express
Gli Orient Express sono stati un tag team di wrestling attivo nei primi anni novanta nella World Wrestling Federation, composto da Pat Tanaka e Akio Sato, successivamente sostituito da Kato.

## Storia

### World Wrestling Federation
Nei primi mesi del 1990, il manager Mr. Fuji sciolse il tag team The Powers of Pain (The Warlord & The Barbarian) per vendere i contratti individuali di Warlord e Barbarian rispettivamente a Slick e Bobby Heenan. Quindi Fuji presentò i suoi nuovi clienti, The Orient Express (Sato & Tanaka), una coppia di giapponesi heel (anche se Pat Tanaka era nato in realtà alle Hawaii).
Gli Orient Express ebbero un prolungato feud con i The Rockers (Shawn Michaels & Marty Jannetty) che iniziò a WrestleMania VI, dove Sato & Tanaka vinsero per conteggio fuori dal ring, e proseguì per tutto l'anno. Poi, il tag team restò coinvolto nella faida tra Legion of Doom e Demolition in quanto Mr. Fuji era anche il manager dei Demolition. Gli Orient Express presero di mira i Legion of Doom, ma persero sonoramente quasi tutti i confronti con essi.
Dopo WrestleMania VI, Tanaka & Sato apparvero solo in altri due eventi pay-per-view. Dapprima a SummerSlam 1990 dove la coppia venne sconfitta da "Hacksaw" Jim Duggan & Nikolai Volkoff, e poi a Survivor Series 1990 come membri della squadra The Mercenaries capitanata da Sgt. Slaughter (che includeva anche Boris Zhukov). Sato venne eliminato da Bushwhacker Butch dopo 1:46, mentre Tanaka poco dopo da Tito Santana.
Quando Akio Sato decise di lasciare il wrestling statunitense alla fine del 1990, la WWF decise di chiamare Paul Diamond a sostituirlo, indossando una maschera in modo da nascondere che non fosse un asiatico e con il ring name Kato. Durante questo periodo, la coppia ebbe feud con The Rockers e New Foundation.
Sato si riunì al team nel 1991 per disputare una serie di 6-man tag-team match, ma lasciò nuovamente dopo aver preso parte a qualche incontro. Tanaka uscì dalla WWF nel febbraio 1992 per scadenza di contratto. Diamond lottò come wrestler singolo, prima come Kato, ed in seguito come Max Moon, sostituendo Konnan nella gimmick, ma senza riscuotere alcun consenso, e poco tempo dopo lasciò anche lui la federazione.

## Nel wrestling

### Mosse finali
- Aided leapfrog body guillotine
- Superkick-Plex (Superkick/Bridging German suplex combination)

### Manager
- Mr. Fuji